# TOP gogo (mùa 1)
TOP gogo, mùa 1 là mùa đầu tiên của Top gogo. Chương trình được công chiếu vào ngày 13 tháng 5 năm 2012 trên kênh Rustavi 2 với 13 thí sinh được chọn để cạnh tranh cho chương trình. Chương trình được host bởi nhiếp ảnh gia Dima Chikvaidze, cùng với dàn giám khảo bao gồm 2 người mẫu Salome Gviniashvili & Oxana Popkova.
Sau khi cuộc thi đã được xuống thành top 3 thí sinh cuối cùng, chương trình đã tạm ngừng phát sóng cho tới ngày 22 tháng 10, nơi tuần cuối cùng của top 3 tại Luân Đôn đã được trình chiếu.
Tako Mandaria, 22 tuổi được tuyên bố là người chiến thắng trong cuộc thi này. Cô nhận được 1 hợp đồng người mẫu với Storm Model Management ở Luân Đôn và nhiều phần quà khác của chương trình. Nhưng sau cuộc thi, cô đã đi kiện nhà sản xuất chương trình vì không nhận được tất cả các giải thưởng của mình.

## Các thí sinh
(Tính tuổi lúc tham gia ghi hình)
| Thí sinh           | Thí sinh            | Tuổi | Chiều cao              | Bị loại ở | Hạng                    |
| ------------------ | ------------------- | ---- | ---------------------- | --------- | ----------------------- |
| მარიამი მოსაშვილი  | Mariam Mosashvili   | 19   | 170 cm (5 ft 7 in)     | Tập 2     | 13                      |
| თამო ივანიძე       | Tamo Ivanidze       | 23   | 172 cm (5 ft 7+1⁄2 in) | Tập 3     | 12                      |
| თათია ოქროპირიძე   | Tatia Oqropiridze   | 21   | 174 cm (5 ft 8+1⁄2 in) | Tập 4     | 11                      |
| სოფო ჩაკვეტაძე     | Sopo Chakvetadze    | 22   | 180 cm (5 ft 11 in)    | Tập 5     | 10 (tước quyền thi đấu) |
| ლიზა რომანოვსკაია  | Liza Romanovskaya   | 18   | 173 cm (5 ft 8 in)     | Tập 6     | 9 (dừng cuộc thi)       |
| სალომე გოგიბერიძე  | Salome Gogiberidze  | 21   | 175 cm (5 ft 9 in)     | Tập 7     | 8                       |
| რენატა ბეგიაშვილი  | Renata Begiashvili  | 19   | 183 cm (6 ft 0 in)     | Tập 8     | 7                       |
| გურანდა ცერცვაძე   | Guranda Cercvadze   | 21   | 174 cm (5 ft 8+1⁄2 in) | Tập 11    | 6                       |
| ნანიკო გენებაშვილი | Naniko Genebashvili | 19   | 175 cm (5 ft 9 in)     | Tập 12    | 5                       |
| ქეთი ტაუაშვილი     | Qeti Tatuashvili    | 20   | 170 cm (5 ft 7 in)     | Tập 14    | 4                       |
| ნინო ლომთაძე       | Nino Lomtadze       | 23   | 170 cm (5 ft 7 in)     | Tập 16    | 3-2                     |
| სოფო წიქორიძე      | Sopo Tsikoridze     | 17   | 174 cm (5 ft 8+1⁄2 in) | Tập 16    | 3-2                     |
| ტაკო მანდარია      | Tako Mandaria       | 22   | 175 cm (5 ft 9 in)     | Tập 16    | 1                       |

## Các tập

### Tập 1
Khởi chiếu: 13 tháng 5 năm 2012
Từ 400 cô gái tham gia vòng sơ tuyển của cuộc thi tại rạp hát Marjanishvili ở Tbilisi, 30 thí sinh bán kết đã được chọn và họ được gặp nhau tại khách sạn Ambassadori để bắt đầu cuộc thi. Sau đó, họ đã có buổi phỏng vấn với ban giám khảo và đã có buổi chụp hình đầu tiên tạo dáng ở một nơi bất kì trong khách sạn. Kết quả là 13 cô gái đã được chọn và sẽ bước vào cuộc thi. Ngày hôm sau, họ được gặp host Dima Chikvaidze tại căn hộ mới của mình, trước khi ông giải thích về nội quy của cuộc thi cho họ và tiết lộ rằng 3 cô gái chung cuộc sẽ được bay tới Luân Đôn.
- Nhiếp ảnh gia: Oleg Mikheev
- Khách mời đặc biệt: Mamuka Kikalishvili, Gocha Kapanadze, Avtandil Tskvitinidze

### Tập 2
Khởi chiếu: 20 tháng 5 năm 2012
Salome & Oxana đến gặp 13 cô gái tại căn hộ cho một buổi học catwalk. Sau đó, họ được đưa tới tiệm salon kiêm phòng tập pilates Studio7 để tìm hiểu về tầm quan trọng của một cơ thể khỏe mạnh từ nhà tư vấn sức khỏe Natia Shengelia và nhà dinh dưỡng học Maia Baramia, trước khi được nhận diện mạo mới của mình. Ngày hôm sau, các cô gái được đưa tới Ika Pirveli Photo Studio cho buổi chụp hình tiếp theo cho trang biên tập của tạp chí City, khi họ sẽ tạo dáng trong trang phục của nhà thiết kế Avtandil Tskvitinidze.
Ngày tiếp theo, Salome đến gặp họ tại căn hộ và thông báo rằng là họ sẽ phải đi tới thử thách đầu tiên ngay bây giờ, Tatia đã xuống trễ nên cô sẽ phải ở nhà. Sau đó, họ được đưa đến cửa hàng thời trang Diesel cho thử thách trình diễn thời trang bên trong cửa hàng với trang phục do chính mình tự chọn, Nino chiến thắng thử thách và cô chọn Mariam để nhận thưởng là 1 buổi đi xem phim. Vào buổi đánh giá ngày hôm sau với sự xuất hiện của giám khảo khách mời là Avtandil Tskvitinidze & Irakli Pirveli, Qeti được gọi tên đầu tiên còn Mariam là thí sinh đầu tiên bị loại.
- Nhiếp ảnh gia: Irakli Pirveli
- Khách mời đặc biệt: Natia Shengelia, Maia Baramia, Avtandil Tskvitinidze

### Tập 3
Khởi chiếu: 27 tháng 5 năm 2012
12 cô gái còn lại được đưa tới Trung tâm y tế Oxford cho một buổi kiểm tra sức khỏe. Quay về căn hộ, Salome & Oksana đã tổ chức một bữa tiệc sinh nhật cho Tatia và cô đã được phép gọi điện thoại cho người thân. Ngày hôm sau, diễn viên Gocha Kapanadze đến gặp họ tại căn hộ cho một buổi học diễn xuất. Sau đó, họ được đưa đến Học viện làm đẹp Ici Paris cho một buổi học trang điểm từ chuyên gia Anuka Murvanidze. Sau đó, các cô gái được đưa tới Kikala Studio cho buổi chụp hình chân dung biểu cảm gương mặt. 
Ngày tiếp theo, họ được đưa tới Olympic Palace cho một buổi trải nghiệm thể thao mạo hiểm. Vào buổi đánh giá với sự xuất hiện của giám khảo khách mời là Mamuka Kikalishvili, Nino được gọi tên đầu tiên còn Tamo là thí sinh tiếp theo bị loại.
- Nhiếp ảnh gia: Mamuka Kikalishvili
- Khách mời đặc biệt: Gocha Kapanadze, Anuka Murvanidze

### Tập 4
Khởi chiếu: 3 tháng 6 năm 2012
Dima đã tới căn hộ để đánh thức 11 cô gái còn lại dậy sớm và đưa tới đại lộ Melikishvili để quét dọn khu phố sau khi nhận thấy Liza, Renata, Tako, Tatia & Sopo T. đã cố tình vi phạm nội quy cuộc thi. Sau đó, họ đã có một buổi chăm sóc da tại trung tâm thẩm mỹ Lotus. Ngày hôm sau, họ được đưa tới một cánh đồng cho một buổi trải nghiệm bắn súng để giải tỏa tinh thần, trước khi được quay lại trung tâm thẩm mỹ Lotus cho một buổi tập thể dục.  
Ngày tiếp theo, họ đã có một buổi học catwalk trên cầu thang từ Salome & Oxana, nhưng những người đã vi phạm nội quy trước đó sẽ không được tham gia buổi học này. Sau đó, họ được đi tham quan đại lộ Kazbegi với diễn viên Gocha Kapanadze, trước khi những người không vi phạm sẽ có buổi chụp hình tiếp theo theo phong cách Haute couture trên đường phố. Quay về căn hộ, những người vi phạm trước đó đã có thử thách catwalk và tạo dáng theo tín hiệu đèn giao thông. Vào buổi đánh giá với sự xuất hiện của giám khảo khách mời là Gocha Kapanadze & Mamuka Kikalishvili, Qeti được gọi tên đầu tiên còn Tatia là thí sinh tiếp theo bị loại
- Nhiếp ảnh gia: Mamuka Kikalishvili
- Khách mời đặc biệt: Nino Masaradze, Gocha Kapanadze

### Tập 5
Khởi chiếu: 10 tháng 6 năm 2012
10 thí sinh còn lại được đưa tới cửa hàng quần áo thể thao Erke cho thử thách chụp hình năng động trong cửa hàng. Kết quả là Sopo T. chiến thắng thử thách và sẽ trở thành gương mặt mới cho Erke. 
Ngày hôm sau, họ đã có một buổi diễn tập trước khi tham gia vào buổi trình diễn thời trang cho nhà thiết kế Avtandil Tskvitinidze, trước sự chứng kiến của người thân họ. Quay về căn hộ, Sopo C. bị phát hiện ra ra cô đã liên lạc với bạn trai của mình thông qua mạng xã hội nên kết quả là cô đã bị tước quyền thi đấu.
- Khách mời đặc biệt: Avtandil Tskvitinidze

### Tập 6
Khởi chiếu: 17 tháng 6 năm 2012
Sau khi Sopo C. bị tước quyền thi đấu, Liza đã quyết định dừng cuộc thi vì những áp lực tại ngôi nhà chung. Ngày hôm sau, 8 cô gái còn lại được đưa tới một khu rừng cho buổi chụp hình tiếp theo hóa thân thành thợ săn người tiền sử của thời Neanderthal. 
Vào buổi đánh giá ngày tiếp theo, Tako được gọi tên đầu tiên còn Guranda & Naniko rơi vào cuối bảng, nhưng sau đó thì Salome quyết định là cả 2 sẽ được ở lại cuộc thi.
- Nhiếp ảnh gia: Mindia Midelashvili
- Khách mời đặc biệt: Avtandil Tskvitinidze

### Tập 7
Khởi chiếu: 24 tháng 6 năm 2012
8 cô gái còn lại đã có một buổi tập thể lực tại một phòng gym, trước khi được đưa tới Đài truyền hình công cộng Gruzia cho một buổi quay quảng cáo cho trang sức Queen Jewellery và cùng với đó là buổi chụp hình tiếp theo tạo dáng với trang sức trong cửa hàng Queen Jewellery. 
Ngày hôm sau, họ được đưa tới khách sạn Holiday Inn Tbilisi cho một buổi diễn tập, trước khi tham gia vào buổi trình diễn thời trang trong áo tắm và đồ lót qua phần biểu diễn của DJ Jorjick. Vào buổi đánh giá với sự xuất hiện của giám khảo khách mời là Avtandil Tskvitinidze & Mamuka Kikalishvili, Naniko được gọi tên đầu tiên còn Salome là thí sinh tiếp theo bị loại.
- Nhiếp ảnh gia: Toma Mosiashvili
- Khách mời đặc biệt: Nia Grdzelidze, DJ Jorjick, Mamuka Kikalishvili, Avtandil Tskvitinidze

### Tập 8
Khởi chiếu: 1 tháng 7 năm 2012
7 cô gái còn lại được đưa tới trường quay của kênh Rustavi 2 để xuất hiện trên chương trình hài kịch Tqveni Show. Ngày hôm sau, họ được đưa tới cửa hàng quần jeans Replay cho buổi chụp hình tiếp theo tạo dáng trong đồ jeans của cửa hàng. Ngày tiếp theo, họ đã cùng với Dima tới khu mua sắm Qalta Bedniereba cho một buổi mua sắm mỹ phẩm. Sau đó, họ được đưa tới Tegeta Motors để trải nghiệm xe Mazda để chuẩn bị cho thử thách quảng cáo sắp tới, trước khi được đưa tới nhà hàng Metropole ở Mtskheta để tham dự bữa tiệc khai trương của Kikala Studio TV. 
Ngày hôm sau, họ đã có buổi chụp hình thứ hai khi họ sẽ phải tạo dáng trong khi nhảy từ trên cửa sổ xuống. Thử thách đã gây khó khăn cho một số cô gái, đặc biệt là Tako khi cô đã từ chối nhảy. Sau đó, họ được đưa tới trung tâm thẩm mỹ Lotus cho một buổi thư giãn mát-xa áp lạnh, trước khi tham gia vào buổi nói chuyện trên kênh Fortuna Plus Radio. Vào buổi đánh giá với sự xuất hiện của giám khảo khách mời là Mamuka Kikalishvili, Guranda được gọi tên đầu tiên còn Renata là thí sinh tiếp theo bị loại.
- Nhiếp ảnh gia: Mamuka Kikalishvili
- Khách mời đặc biệt: Giorgi Aptsiauri, Aleko Sajaia, Maia Baratashvili, Tamar Sadradze

### Tập 9
Khởi chiếu: 8 tháng 7 năm 2012
6 cô gái còn lại được đưa tới trường quay của kênh Rustavi 2 cho một buổi nói chuyện trên chương trình tin tức trực tiếp Good Morning Georgia. Sau đó, họ được đưa tới quản lí người mẫu Look Model Management cho một buổi học về những điều quan trọng đối với một người mẫu từ quản lí người mẫu Nino Tskitishvili, nhiếp ảnh gia Sashà Prishvin & quản lí người mẫu Fashion Charm Agency Lali Totikashvili. Ngày hôm sau, họ được đưa tới cửa hàng áo lông thú Sabelle cho một buổi chụp hình quảng cáo cho nhãn hàng, trước khi được đưa tới Tegeta Motors cho thử thách trở thành đại sứ của Mazda khi họ phải giới thiệu về những mẫu xe cho khách hàng trong triển lãm xe. Quay về căn hộ, phóng viên Tamar Sadradze từ Fortuna Plus Radio tới gặp họ với một chút món quà.
Ngày tiếp theo, các cô gái được đưa tới cửa hàng hoa Flowers.ge cho buổi chụp hình chân dung khỏa thân với hoa, trước khi họ hoảng loạn khi biết rằng mình cũng sẽ tạo dáng với một con trăn. Những ngày sau đó, họ đã có một buổi quay phim "12th Kilometer" do Kikala Studio TV sản xuất tại căn hộ và ở khách sạn Chateau Mere ở Kakheti.
- Nhiếp ảnh gia: Sashà Prishvin
- Khách mời đặc biệt: Giorgi Korkia, Nino Tskitishvili, Lali Totikashvili, Lasha Ghughunishvili, Aleko Sajaia, David Goginashvili, Misha Meskhi, Dato Darchia

### Tập 10
Khởi chiếu: 15 tháng 7 năm 2012
6 cô gái còn lại được gặp người thân của mình tại một rạp chiếu phim để xem bộ phim do chính họ đóng vai, "12th Kilometer" do Kikala Studio TV sản xuất.

### Tập 11
Khởi chiếu: 22 tháng 7 năm 2012
6 cô gái còn lại đã tạm biệt người thân của họ tại Nhà ga xe lửa Tbilisi, trước khi được đưa tới Kobuleti và di chuyển tới khách sạn Georgia Palace để ở trong những ngày tới. Ngày hôm sau, họ đã có một buổi tập thể dục với Oksana trước khi có một buổi diễn tập với Oksana & Salome. Sau đó, Nino đã xúc động khi nhận được một tin vui từ gia đình. Ngày tiếp theo, họ được đưa tới cửa hàng thời trang United Color Of Benetton ở Batumi để thử đồ trước khi tiếp tuc buổi diễn tập với Oksana & Salome.
Ngày hôm sau, các cô gái được đưa tới tiệm làm đẹp New Forms cho diện mạo mới lần thứ hai, trước khi tham gia vào buổi trình diễn thời trang cho United Color Of Benetton trên đường phố của cửa hàng. Ngày kế tiếp, họ đã có buổi chụp hình tiếp theo cho rượu Iverioni, khi họ sẽ tạo dáng ở xung quanh khách sạn cho quyển lịch mới của hãng rượu. Vào buổi đánh giá với sự xuất hiện của giám khảo khách mời là Goga Nikabadze & Mindia Midelashvili, Qeti được gọi tên đầu tiên còn Guranda là thí sinh tiếp theo bị loại.
- Nhiếp ảnh gia: Mindia Midelashvili
- Khách mời đặc biệt: Levil Benaeimi, Goga Nikabadze

### Tập 12
Khởi chiếu: 29 tháng 7 năm 2012
5 cô gái còn lại đã gặp Oksana để nghe thông báo rằng họ sẽ có thử thách trình diễn thời trang tự diễn, trước khi họ đã phải tự tập luyện catwalk cho mình. Sau đó, họ được đưa tới tiệm làm đẹp New Forms ở Batumi để làm tóc và trang điểm và đi tới 2 cửa hàng thời trang Safilo & F-Labour Georgian Designers để thử đồ cho mình, trước khi được đưa tới tiệm cà phê Pier Batumi cho một buổi trình diễn thời trang trong trang phục từ Safilo & F-Labour Georgian Designers. Họ sau đó đã có buổi tối thư giãn với Oksana & Salome tại tiệm cà phê Pier Batumi và lắng nghe một số nhận xét từ họ.
Ngày hôm sau, các cô gái được đưa tới một bãi biển cho buổi chụp hình tiếp theo tạo dáng dưới nước, trong khi họ sẽ được diễn viên kiêm thợ lặn Zura Sharia giúp đỡ họ. Vào buổi đánh giá với sự xuất hiện của giám khảo khách mời là Mindia Midelashvili, Tako được gọi tên đầu tiên còn Naniko là thí sinh tiếp theo bị loại.
- Nhiếp ảnh gia: Mindia Midelashvili
- Khách mời đặc biệt: Zura Sharia

### Tập 13
Khởi chiếu: 5 tháng 8 năm 2012
4 cô gái còn lại được đưa tới một thuyền đánh cá cho buổi chụp hình tiếp theo hóa thân thành những thủy thủ trên thuyền. Sau đó, họ đã có một buổi du ngoạn biển trên thuyền trước khi có buổi tối giải trí trong hộp đêm.
- Nhiếp ảnh gia: Mindia Midelashvili

### Tập 14
Khởi chiếu: 12 tháng 8 năm 2012
4 cô gái còn lại đã có một buổi thư giãn bên hồ bơi của khách sạn và đã thử tái tạo lại buổi chụp hình dưới nước mà họ đã thực hiện ở vài tập trước. Sau đó, họ đã có một khoảng thời gian vui vẻ nhảy vũ đạo trong khu tập thể hình của khách sạn, trước khi phải thu dọn hành lí và quay về Tbilisi. Ngày hôm sau, họ được đưa tới cửa hàng thời trang sắp khai trương của nhà thiết kế Avtandil Tskvitinidze để nghe một số lời khuyên khi làm người mẫu ở Luân Đôn từ anh. 
Ngày tiếp theo, họ được đưa tới Kikala Studio cho buổi chụp hình tiếp theo trong phong cách gothic. Vào buổi đánh giá với sự xuất hiện của giám khảo khách mời là Avtandil Tskvitinidze, Gocha Kapanadze, Mamuka Kikalishvili, Mindia Midelashvili & Sashà Prishvin, Sopo T. được gọi tên đầu tiên còn Qeti là thí sinh tiếp theo bị loại.
- Nhiếp ảnh gia: Mamuka Kikalishvili
- Khách mời đặc biệt: Levil Benaeimi, Avtandil Tskvitinidze, Lado Bokuchava, Gocha Kapanadze, Mindia Midelashvili, Sashà Prishvin

### Tập 15
Khởi chiếu: 19 tháng 8 năm 2012
Sau khi Qeti bị loại, 3 cô gái còn lại đã quay trở lại cuộc sống thường ngày của họ. Một thời gian sau, họ đã gặp lại nhau và được đưa tới Tbilisi Sea Club để tham gia vào buổi quay video âm nhạc Me Shens Tvalebze Vgalob của ca sĩ David Neparidze.
Ngày hôm sau, Sopo T. được đưa tới trung tâm thẩm mỹ Lotus để nhận một diện mạo mới khác, trước khi các cô gái được đưa tới Kikala Studio cho buổi chụp hình cuối cùng là ảnh thẻ người mẫu để chuẩn bị cho chuyến đi tới Luân Đôn.
- Nhiếp ảnh gia: Mamuka Kikalishvili
- Khách mời đặc biệt: David Neparidze

### Tập 16
Khởi chiếu: 22 tháng 10 năm 2012
3 cô gái còn lại được đưa tới Luân Đôn cho thử thách cuối cùng là một buổi casting với Storm Model Management. Sau đó, các cô gái đã có một khoảng thời quan tham quan thành phố trước khi tới buổi đánh giá cuối cùng. Kết quả là Tako đã trở thành quán quân của cuộc thi.

## Thứ tự gọi tên
| Thứ tự | Tập     | Tập     | Tập     | Tập           | Tập     | Tập     | Tập     | Tập     | Tập     | Tập          | Tập |  |
| Thứ tự | 2       | 3       | 4       | 6             | 7       | 8       | 11      | 12      | 14      | 16           |     |  |
| ------ | ------- | ------- | ------- | ------------- | ------- | ------- | ------- | ------- | ------- | ------------ | --- |  |
| 1      | Qeti    | Nino    | Qeti    | Tako          | Naniko  | Guranda | Qeti    | Tako    | Sopo T. | Tako         |     |  |
| 2      | Guranda | Renata  | Liza    | Qeti          | Sopo T. | Naniko  | Tako    | Sopo T. | Tako    | Nino Sopo T. |     |  |
| 3      | Sopo T. | Naniko  | Nino    | Sopo T.       | Tako    | Qeti    | Nino    | Nino    | Nino    | Nino Sopo T. |     |  |
| 4      | Sopo C. | Tatia   | Salome  | Nino          | Guranda | Nino    | Sopo T. | Qeti    | Qeti    |              |     |  |
| 5      | Salome  | Liza    | Renata  | Guranda       | Nino    | Sopo T. | Naniko  | Naniko  |         |              |     |  |
| 6      | Tatia   | Guranda | Naniko  | Salome        | Renata  | Tako    | Guranda |         |         |              |     |  |
| 7      | Renata  | Sopo T. | Tako    | Naniko Renata | Qeti    | Renata  |         |         |         |              |     |  |
| 8      | Liza    | Qeti    | Sopo C. | Naniko Renata | Salome  |         |         |         |         |              |     |  |
| 9      | Tako    | Sopo C. | Sopo T. | Liza          |         |         |         |         |         |              |     |  |
| 10     | Nino    | Salome  | Guranda | Sopo C.       |         |         |         |         |         |              |     |  |
| 11     | Tamo    | Tako    | Tatia   |               |         |         |         |         |         |              |     |  |
| 12     | Naniko  | Tamo    |         |               |         |         |         |         |         |              |     |  |
| 13     | Mariam  |         |         |               |         |         |         |         |         |              |     |  |

     Thí sinh bị loại
     Thí sinh bị tước quyền thi đấu
     Thí sinh không bị loại khi rơi vào cuối bảng
     Thí sinh dừng cuộc thi
     Thí sinh chiến thắng cuộc thi
- Tập 1 là tập casting.
- Trong tập 5, Sopo C. đã bị tước quyền thi đấu do liên lạc với bạn trai của mình thông qua Internet.
- Trong tập 6, Liza quyết định dừng cuộc thi. Chính vì thế, Naniko và Renata rơi vào cuối bảng nhưng không ai trong số họ bị loại.
- Trong tập 5, 9, 10, 13 & 15, không có buổi loại trừ.

### Buổi chụp hình
- Tập 1: Áo tắm; Tạo dáng ở một nơi trong khách sạn (casting)
- Tập 2: Diện mạo mới với thiết kế của Avtandil Tskvitinidze cho City
- Tập 3: Ảnh chân dung vẻ đẹp tự nhiên
- Tập 4: Haute couture trên đường phố; Tạo dáng theo tín hiệu đèn giao thông
- Tập 6: Thợ săn người Neanderthal
- Tập 7: Quảng cáo và ảnh quảng cáo cho Queen Jewellery
- Tập 8: Tạo dáng trong trang phục denim cho Replay; Rơi từ trên cửa sổ
- Tập 9: Ảnh chân dung khỏa thân với rắn và hoa
- Tập 11: Tạo dáng cho lịch Iverioni
- Tập 12: Tạo dáng dưới nước
- Tập 13: Ảnh trắng đen thủy thủ trên thuyền đánh cá
- Tập 14: Ảnh trắng đen phong cách gothic
- Tập 15: Ảnh thẻ người mẫu